# دهه ۷۶۰ (پیش از میلاد)

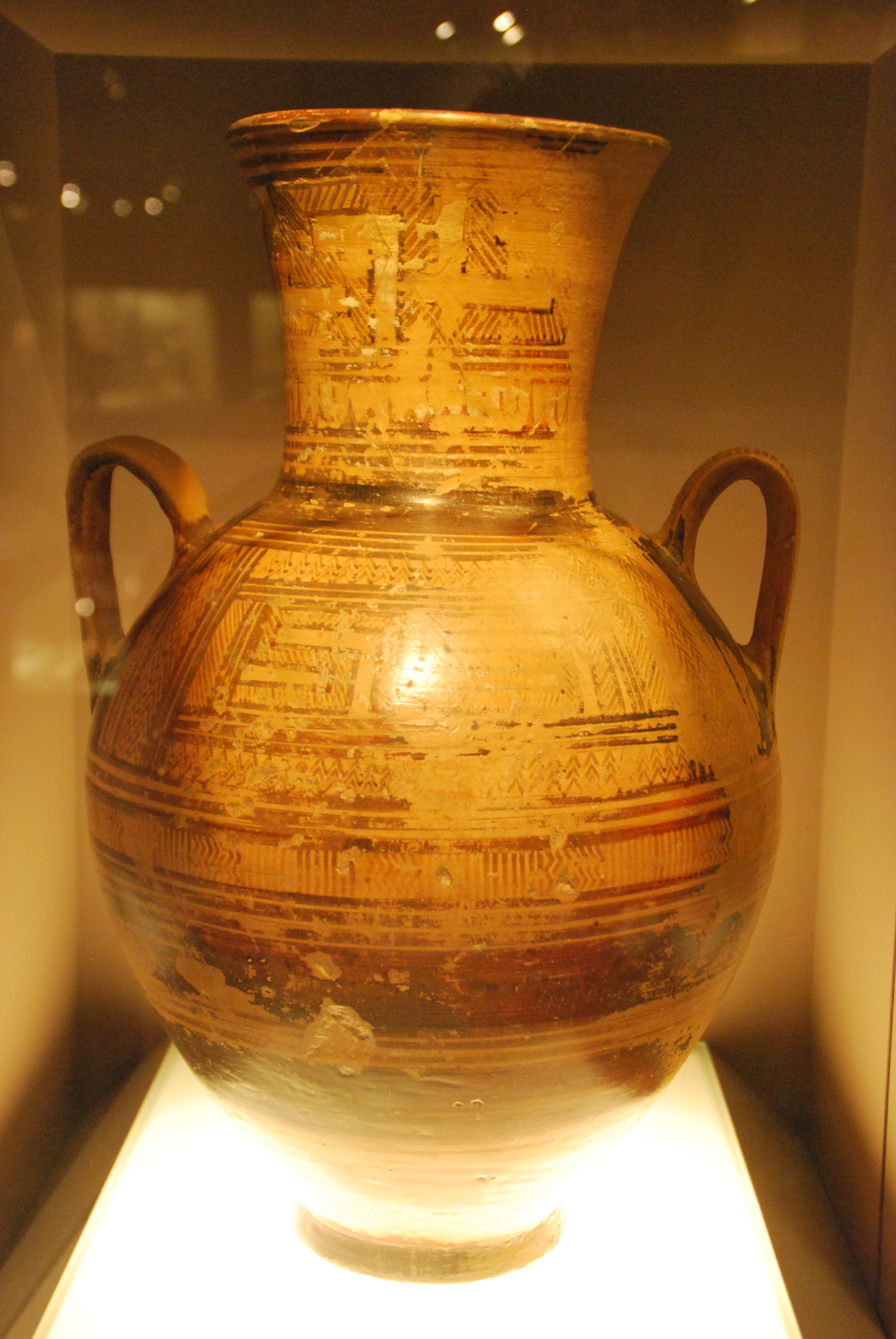
گلدانی متعلق به دهه ۷۶۰ (پیش از میلاد)

دهه ۷۶۰ (پیش از میلاد) ۷۶مین دهه قبل از مبدا شروع تقویم میلادی است.